# Tachina testaceifrons
Tachina testaceifrons är en tvåvingeart som beskrevs av Roser 1840. Tachina testaceifrons ingår i släktet Tachina och familjen parasitflugor.
Artens utbredningsområde är Tyskland. Inga underarter finns listade i Catalogue of Life.